# Teec Nos Pos
Teec Nos Pos est un village du comté d'Apache, en Arizona, aux États-Unis. La population s'élevait à 799 habitants au recensement de 2000. Le nom de cette communauté navajo se traduit par « peupliers dans un cercle ». Ce village est le terminus ouest de la Route 64.

## Géographie
Selon le Bureau du recensement des États-Unis, le CDP a une superficie totale de 14,2 miles carrés (37 km2), dont 14,2 miles carrés (37 km2) de terres et 0,07 % de la surface est recouverte d'eau.
C'est le village le plus au nord-est de l'Arizona. Il se situe juste avant la zone frontalière qui sépare les États de l'Utah, du Colorado et du Nouveau-Mexique. Il est situé sur le secteur non constitué en municipalité de Navajo Springs, qui forme la plus grande réserve amérindienne aux États-Unis par superficie.

## Démographie
| Groupe            | Teec Nos Pos | Arizona | États-Unis |
| ----------------- | ------------ | ------- | ---------- |
| Amérindiens       | 97,3         | 4,6     | 0,9        |
| Métis             | 1,9          | 3,4     | 2,9        |
| Blancs            | 0,8          | 73,0    | 72,4       |
| Autres            | 0            | 19,0    | 23,8       |
| Total             | 100          | 100     | 100        |
|                   |              |         |            |
| Latino-Américains | 1,4          | 29,7    | 16,7       |

Selon l'American Community Survey, pour la période 2011-2015, 65,46 % de la population âgée de plus de 5 ans déclare parler le navajo à la maison et 34,54 % déclare parler l'anglais.

## Histoire
La communauté de Teec Nos Pos se trouvait à l'origine à plusieurs miles au sud de son emplacement actuel. La population s'est depuis déplacée vers le nord ; à la jonction des routes US 160 et 64. Dans les années 1930, le service de l'irrigation indien construisit deux barrages de dérivation en béton à proximité du ruisseau T'iisnazbas. Les barrages purent irriguer environ 400 acres (1,6 km2) de terres agricoles Navajo.
Teec Nos Pos est le lieu d'habitation le plus proche, toutes tailles confondues, de Four Corners Monument, situé à environ 6 miles (9,7 km) au nord-est.